# Dolph Kohnstamm
Geldolph Adriaan (Dolph) Kohnstamm (Amsterdam, 20 februari 1937) is een Nederlandse psycholoog en publicist. Hij was van 1973 tot 1998 hoogleraar ontwikkelingspsychologie aan de Universiteit Leiden.

## Levensloop
Kohnstamm werd geboren als tweede kind van de chemicus Geldolph Adriaan Kohnstamm en Vita Beerens, die voor haar huwelijk Montessori-kleuterleidster was. Hij werd - evenals zijn vader - vernoemd naar de lievelingsbroer van zijn grootmoeder An Kessler, Dolph Kessler, mede-oprichter van Koninklijke Hoogovens in IJmuiden en aanvoerder van de eerste twee officiële interlands die het Nederlands voetbalelftal speelde. Dolph Kohnstamm is de kleinzoon van pedagoog Philip Kohnstamm (1875-1951).
Na de Montessori-basisschool doorliep hij het Montessori Lyceum Rotterdam. In de periode 1955 - 1963 studeerde hij psychologie aan de Universiteit van Amsterdam. Van 1963 tot 1970 werkte hij aan het Pedagogisch Instituut van de Universiteit Utrecht en promoveerde in 1967 op het proefschrift Teaching children a Piagetian problem of class inclusion. Van 1973 tot 1998 was hij hoogleraar ontwikkelingspsychologie aan de Universiteit Leiden. Hij deed onderzoek naar de mogelijkheid de ontwikkeling van kinderen van laag-geschoolde ouders te bevorderen, en onderzocht verschillen tussen kinderen in temperament en persoonlijkheid. Samen met E. Elphick en A. Slotboom publiceerde hij in 2002 een vragenlijst, de Blikvanger, waarmee ouders karaktereigenschappen van hun kinderen kunnen beschrijven.
In Amsterdam leidde hij het project proefkreche ’70. Ook zette hij zich in bij het naar Nederland (en Vlaanderen) halen van Sesamstraat, een educatief televisieprogramma voor jonge kinderden.
Van 1990 tot 2006 was Kohnstamm redacteur van het Cultureel Woordenboek, dat sinds 2009 wordt voortgezet als online encyclopedie. In 2002 publiceerde hij Ik ben ik; de ontdekking van het zelf over het plotseling doorbreken van zelfbesef bij kinderen. In 2021 bracht Oriental Press een Chinese vertaling uit van dit boek. De vertaler was Zhang Yuching, een Chinese oud-student van Kohnstamm uit diens Leidse jaren, die zich baseerde op de Engelstalige versie.
Kohnstamm draagt regelmatig bij aan de Nederlandstalige editie van de online encyclopedie Wikipedia, onder de gebruikersnaam Dolph Kohnstamm en riep ook publiekelijk op om bijdragen aan Wikipedia te leveren.
Na twee hersenbloedingen, in 2009 en in 2014, raakte hij geïnteresseerd in de biologie van het brein. Onder meer geïnspireerd door het boek My Stroke of Insight van de Amerikaanse neuroanatoom Jill Bolte Taylor verdiepte hij zich in de hersenen en schreef hij het boek De eigenander over het ‘ik-besef’, dat bij mensen ontstaat rond hun tiende levensjaar.

### Acties
In 1972 voerde Kohnstamm actie voor het vereenvoudigen van de Nederlandse spelling. In de zaak rond het zusje van het 'meisje van Nulde' (2002-2003) nam Kohnstamm stelling tegen de opvattingen van zijn collega Wim Wolters over het al of niet getraumatiseerd zijn van het meisje en wat de consequenties daarvan moesten zijn.
Van 2002-2007 voerde Kohnstamm actie tegen de gewoonte elkaar bij een begroeting of gelukwensen driemaal te zoenen (in het Engels 'Social kissing' genaamd). Hij wilde dat mensen bewust kiezen voor het aantal zoenen dat je iemand geeft bij een ontmoeting. In Nederland is sinds 1980 (in delen van Noord-Brabant eerder) de gewoonte ontstaan om elkaar drie keer te zoenen of te laten zoenen. Misschien is twee keer of één keer zoenen net zo gemeend, of zelfs maar het geven van alleen een hand. Via een website (zoenbutton.nl) konden buttons en posters worden verkregen.

### Privé

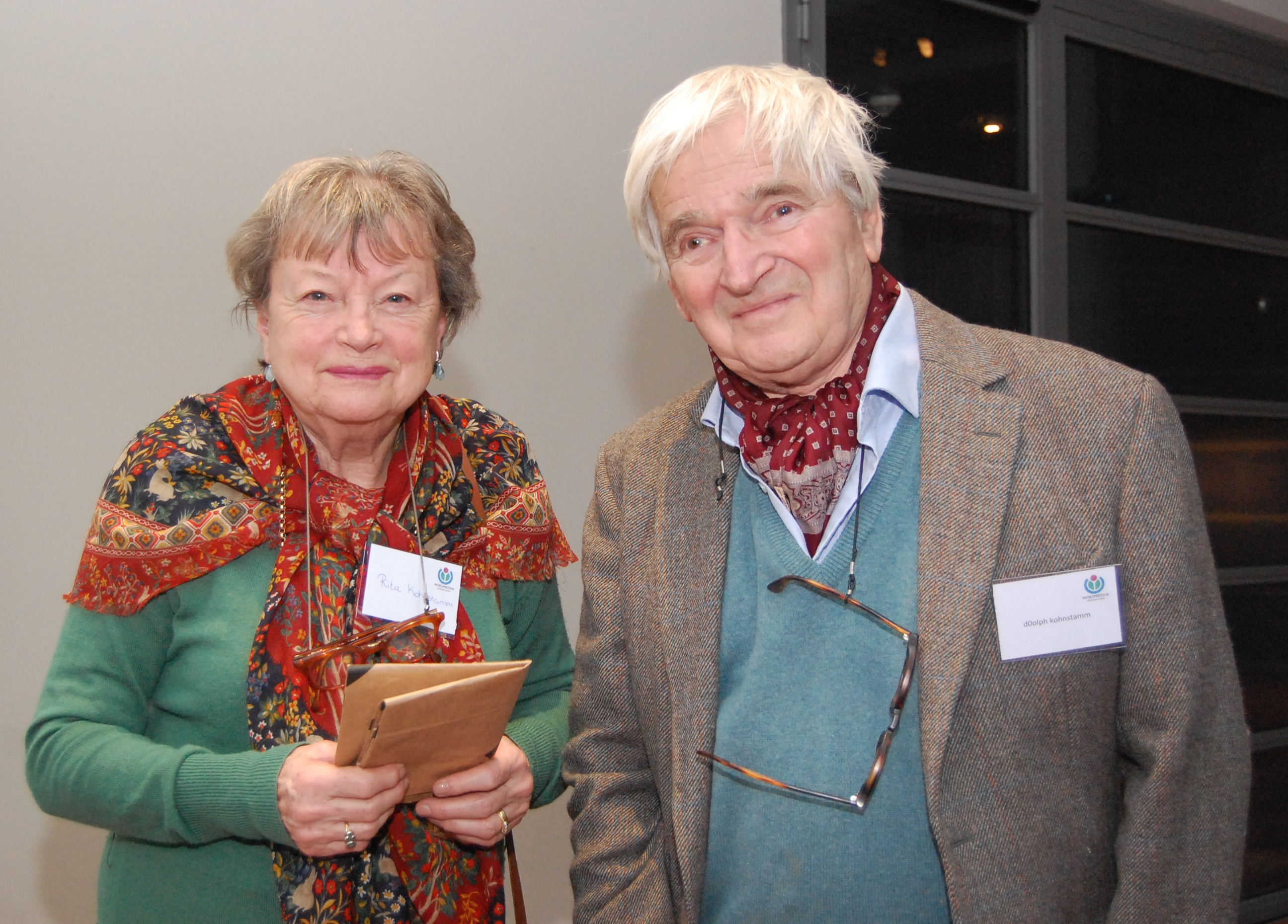
Rita en Dolph Kohnstamm in 2017

Dolph is getrouwd met psycholoog Rita Kohnstamm-Beeuwkes. Zij trouwden op vrijdag de dertiende in juni 1958, nadat zij elkaar een jaar daarvoor tijdens hun studie aan de Universiteit van Amsterdam hadden leren kennen.